# John Fogerty
John Cameron Fogerty (* 28. května 1945 v Berkeley, Kalifornie), je zpěvák, písničkář a kytarista skupiny Creedence Clearwater Revival.

## Hudební kariéra
John Fogerty je multiinstrumentalista, umí hrát na mnoho nástrojů, jako jsou kytara, harmonika, piáno, baskytara, bicí, banjo, elektronické varhany, housle, a saxofon, mladší bratr Toma Fogertyho, zpěváka a kytaristy skupiny CCR.

Stejně jako jeho bratr Tom Fogerty začal hrát rock and roll na střední škole. Každý v té době měl svou vlastní skupinu, nakonec se setkali v Johnově skupině The Blue Velvets a vydali v letech 1961-1962 tři singly u firmy Orchestra Records. Skupnu tvořili John, jeho bratr Tom Fogerty, Doug Clifford a Stu Cook. V polovině 60. let změnili název na The Golliwogs, ale skupina zůstávala stále nepopulární. V roce 1968 se skupina přejmenovala na Creedence Clearwater Revival, John se stal jediným sólovým zpěvákem a hlavním dodavatelem písniček.
Rok 1968 pro skupinu znamenal zvrat k lepšímu. Skupina vydala své první album nazvané Creedence Clearwater Revival a měla i svůj první hit, singl "Suzie Q". Dalšími hity byly singly "Proud Mary", "Fortunate Son", "Up Around the Bend", "Lodi", "Green River", "Down on the Corner", "Travelin' Band", "Lookin' Out My Back Door", "Bad Moon Rising", "Have You Ever Seen the Rain?" a "Who'll Stop The Rain."
Mnoho lidí ani neví, že CCR vystupovali na festivalu ve Woodstocku v srpnu 1969. Vystoupili po Grateful Dead v brzkých ranních hodinách a jejich vystoupení poznamenal rozbitý buben Douga Clifforda a celkově špatné ozvučení, proto John Fogerty nedal svolení k umístění jejich vystoupení na Woodstock, film který dokumentoval legendární festival.

## Diskografie
Diskografii skupiny Creedence Clearwater Revival hledejte v článku Diskografie Creedence Clearwater Revival

### Alba
- 1973: The Blue Ridge Rangers (#47 US Billboard 200)
- 1975: John Fogerty
- 1976: Hoodoo - Unreleased
- 1985: Centerfield (#1 US Billboard 200, #7 Top Country Albums)
- 1986: Eye of the Zombie (#26 US Billboard 200)
- 1997: Blue Moon Swamp (#37 US Billboard 200)
- 1998: Premonition – Live Album (#29 US Billboard 200)
- 2004: Deja Vu (All Over Again) (#23 US Billboard 200)
- 2005: The Long Road Home - Kompilace sólových a společných nahrávek s CCR (#13 US Billboard 200, #32 UK Albums Chart)
- 2006: The Long Road Home - In Concert – Live Album
- 2007: The Best of the Songs of John Fogerty – Kompilace sólových a společných nahrávek s CCR
- 2007: Revival
- 2009: The Blue Ridge Rangers Rides Again

DVD
- 2006: The Long Road Home - In Concert

### Singlové žebříčky
- odkazy jsou pouze na žebříčky v USA.

- 1973: „Jambalaya (On the Bayou)“ (as The Blue Ridge Rangers) (#16 Billboard Hot 100)
- 1973: „Hearts of Stone“ (as The Blue Ridge Rangers) (#37 Billboard Hot 100)
- 1975: "Rockin' All Over The World" (#27 Billboard Hot 100)
- 1985: "The Old Man Down the Road" (#10 Billboard Hot 100, #1 Mainstream Rock Tracks)
- 1985: „Rock And Roll Girls“ (#20 Billboard Hot 100)
- 1985: „Centerfield“ (#44 Billboard Hot 100, #4 Mainstream Rock Tracks, #17 Adult Contemporary)
- 1985: „Big Train From Memphis“ (#38 Hot Country Singles & Tracks)
- 1986: „The Eye Of The Zombie“ (#81 Billboard Hot 100, #3 Mainstream Rock Tracks)
- 1986: „Headlines“ (#27 Mainstream Rock Tracks)
- 1986: „Change In The Weather“ (#3 Mainstream Rock Tracks)
- 1997: „Walking In A Hurricane“ (#14 Mainstream Rock Tracks)
- 1997: „Blueboy“ (#32 Mainstream Rock Tracks)
- 1998: „Premonition“ (#19 Mainstream Rock Tracks)